# Немет, Силард
Си́лард Не́мет (венг. и словац. Németh Szilárd; род. 8 августа 1977, Комарно, Чехословакия) — словацкий футболист, выходец из венгерской семьи, нападающий.

## Биография

### Клубная карьера
Немет начинал свою карьеру в «Словане», из которого спустя несколько лет отправился на восток страны, в «Кошице». В обоих клубах футболист добился огромных успехов и получил приглашение в пражскую «Спарту», где выступал полгода, на правах аренды.
После не самого успешного выступления в Чехии Силард вернулся в Словакию, где подписал контракт с одной из сильнейших команд страны — «Интером» из Братиславы. Именно здесь, своей потрясающей игрой, став два раза подряд лучшим бомбардиром чемпионата, он произвёл благоприятное впечатление на скаутов зарубежных команд, в результате чего он подписал контракт с «Мидлсбро».
За четыре года Силард так и не смог раскрыть весь свой потенциал. За клуб он провёл почти 150 матчей, в которых забил всего 28 мячей, так и не став игроком основного состава.
Перед сезоном 2005/06 Немет отказался от выгодных предложений из других команд, чтобы остаться в «Мидлсбро». Ходили слухи, что обладатель Кубка УЕФА того года, московский ЦСКА, предлагал ему зарплату в размере 2 миллионов фунтов стерлингов.
В начале сезона, во встрече с «Ливерпулем», Силард получил травму. После возвращения в боевую обойму, в январе 2006 года, Силард провёл несколько тренировок в составе команды, после чего был отправлен в аренду, в клуб «Страсбур» из Франции.
По окончании срока аренды «Страсбур» отказался подписывать контракт с игроком на постоянной основе, в связи с чем Немет был вынужден отправиться обратно в Англию. В конце августа 2006 года, по истечении контракта с «Мидлсбро», Силард заключил договор с немецкой «Алеманией».
В ноябре 2006 года Немет страдал лёгочной эмболией в результате развития тромбоза. Заболевание угрожала ему смертью. К счастью, Силард выздоровел и вернулся в строй.
19 мая 2008 года футболист продлил контракт с «Алеманией» ещё на 2 года. В августе 2010 года Немет объявил о завершении карьеры.

### Карьера в сборной
За сборную Словакии Силард дебютировал 2 февраля 1997 года в товарищеском матче против сборной Боливии. Немет был лучшим бомбардиром сборной за всю её историю, пока Роберт Виттек не превзошёл его достижение. Всего в составе национальной команды Силард провёл 59 встреч, в которых забил 22 мяча.